# HMS Ajax (1798)
Pour les autres navires du même nom, voir HMS Ajax.
L'HMS Ajax est un navire de ligne de 3e rang de 74 canons de la classe Ajax de la Royal Navy. Il est construit par John Randall & Co à Rotherhithe et lancé sur la Tamise le 3 mars 1798. L'Ajax participe à l'expédition d’Égypte de 1801, aux batailles du cap Finisterre et de Trafalgar et est détruit par les flammes en 1807 durant l'opération des Dardanelles (en).